# Jesse Duke
Pour les articles homonymes, voir Jesse et Duke.
Oncle Jesse Duke est un personnage de fiction créé pour la série télévisée Shérif, fais-moi peur, dans laquelle il est interprété par Denver Pyle.

## Biographie fictive
Jesse Duke est l'oncle de Luke, Bo, Daisy, Coy, Vance et Jeb Stuart Duke. Il vit avec sa nièce Daisy, et parfois certains de ses neveux, dans une zone non incorporée du Comté de Hazzard dans l’État de Géorgie.
Sans enfants, il est malgré tout le patriarche de la famille Duke et est toujours d'accord pour accueillir ses neveux et sa nièce, dont les parents sont morts dans un accident de voiture.
Il a fait la guerre de Corée
Il vit principalement grâce à sa distillerie d'alcool illégal. Ses neveux Luke et Bo jouent pour lui les bootleggers avec leur Dodge Charger de 1969, surnommée « General Lee ». Mais Bo et Luke se font attraper en transportant de l'alcool. Désormais en liberté conditionnelle, ils sont surveillés par le shérif du comté Rosco P. Coltrane, aussi corrompu que son beau-frère : le maire Jefferson Davis « Boss » Hogg. Ce dernier est une vieille connaissance de Jesse.
Il doit souvent se battre pour sauver la Ferme Duke, notamment la promotrice Josephine « Mama Jo » Max. Il peut cependant toujours compter sur des neveux et sa nièce pour trouver des solutions.
Jesse meurt juste après le téléfilm Shérif Réunion en 1997 mais il reste présent à travers les choses qu'il a apprises à son entourage. Lors du concours de sauce barbecue Hazzard Hoe-Down 2000, l'ami des Duke Cooter Davenport utilise la recette secrète de Jesse mais il n'a pas l'ingrédient secret.

### Personnalité
Malgré son air bourru, il adore ses neveux et sa nièce.

## Voiture
Jesse conduit un Pick-up Ford F100 génération 1973-1977.

## Œuvres où le personnage apparaît

### Télévision
- 1979-1985 : Shérif, fais-moi peur (The Dukes of Hazzard) (série télévisée) - interprété par Denver Pyle
- 1981 : Enos, saison 1 - épisode 1 (série télévisée spin-off) - interprété par Denver Pyle
- 1983 : The Dukes (série télévisée d'animation) - doublé par Denver Pyle
- 1997 : Shérif Réunion (The Dukes of Hazzard: Reunion!) (téléfilm) de Lewis Teague - interprété par Denver Pyle
- 2007 : Shérif, fais-moi peur : Naissance d'une légende (The Dukes of Hazzard: The Beginning) (téléfilm) de Robert Berlinger - interprété par Willie Nelson

### Cinéma
- 1975 : Moonrunners de Gy Waldron - interprété par Arthur Hunnicutt. Le personnage s'appelle Jesse Hagg mais sera, comme quasiment tout le film, la base de ce que sera la série
- 2005 : Shérif, fais-moi peur (The Dukes of Hazzard) de Jay Chandrasekhar - interprété par Willie Nelson